# Eleccions al Parlament Europeu de 1989 (Luxemburg)
Les eleccions al Parlament Europeu de 1989 a Luxemburg van ser les eleccions celebrades el 18 de juny per a escollir els 6 eurodiputats luxemburguesos per a la II legislatura del Parlament Europeu. Les eleccions van tornar a quedar-se prop del 89% de participació, una dada molt semblant a les eleccions de 1984, i van tenir lloc el mateix dia que les legislatives luxemburgueses, en les que s'escollien els membres de la Cambra de Diputats de Luxemburg.

## Sistema electoral
Els sis eurodiputats luxemburguesos van ser elegits per sufragi universal directe en una única circumscripció electoral a tot el país. L'elecció es va fer per votació proporcional per decidir entre les llistes de sis candidats presentades pels partits. Els electors van poder votar pels sis candidats d'una llista, o combinar vots per seleccionar sis candidats de diferents llistes. A continuació, a cada partit se li va assignar un nombre d'escons proporcional al nombre total de vots emesos per als seus candidats, i els escons es van assignar als candidats dels partits que van rebre més vots.

## Resultats
El Partit Popular Social Cristià va tornar a guanyar les eleccions amb el 34,87% dels vots emesos i 3 eurodiputats, repetint els resultats de l'anterior convocatòria, enfront dels 252.920 vots emesos i 2 escons pel Partit Socialista dels Treballadors, que va tornar a superar al Partit Democràtic, que en aquesta convocatòria es va quedar amb 198.254 vots emesos i 1 escó.
| Candidatura                                | Facció europea        | Sufragis | Sufragis | Escons                  | Escons                  |
| Candidatura                                | Facció europea        | Vots     | %        | Dip.                    | Dif.                    |
| ------------------------------------------ | --------------------- | -------- | -------- | ----------------------- | ----------------------- |
| Partit Popular Social Cristià (CSV)        | PPE                   | 346.621  | 34,87%   | 3                       | Es manté                |
| Partit Socialista dels Treballadors (LSAP) | UPSCE                 | 252.920  | 25,45%   | 2                       | Es manté                |
| Partit Democràtic (DP)                     | LDE                   | 198.254  | 19,95%   | 1                       | Es manté                |
| Llista Verda, Iniciativa Ecològica         |                       | 61.054   | 6,14%    |                         |                         |
| Partit Comunista de Luxemburg              |                       | 46.791   | 4,71%    |                         |                         |
| Partit de l'Alternativa Verda              | CEPV                  | 42.926   | 4,32%    |                         |                         |
| Moviment Nacional                          |                       | 28.867   | 2,90%    |                         |                         |
| Aliança Alternativa Verda                  |                       | 8.577    | 0,86%    |                         |                         |
| RSP contra el racisme i el feixisme        |                       | 6.053    | 0,61%    |                         |                         |
| Per què no?                                |                       | 1.876    | 0,19%    |                         |                         |
| Total de vots emessos                      | Total de vots emessos | 993.951  | 91,18%   | 6                       | Es manté                |
| Vots a candidatures                        | Vots a candidatures   | 174.472  | 91,18%   | 6                       | Es manté                |
| Vots en blanc                              | Vots en blanc         | 12.000   | 6,27%    | Élections au Luxembourg | Élections au Luxembourg |
| Vots nuls o no vàlids                      | Vots nuls o no vàlids | 4.870    | 2,55%    | Élections au Luxembourg | Élections au Luxembourg |
| Vots emesos                                | Vots emesos           | 191.342  | 87,40%   | Élections au Luxembourg | Élections au Luxembourg |
| Cens total                                 | Cens total            | 218.940  |          | Élections au Luxembourg | Élections au Luxembourg |